# Дос Сантос, Армандиньо
Эдитандо Армандо дос Сантос (порт. Editando Armando dos Santos; 3 июня 1911, Сан-Карлус — 26 мая 1972, Сантус), известный под именем Армандиньо (порт. Armandinho) — бразильский футболист, нападающий.

## Биография
Начал карьеру в 1930 году в клубе «Паулистано», с которым на следующий год стал чемпионом штата Сан-Паулу. В этом же клубе молодого нападающего замечают тренеры бразильской сборной, с которой он едет на чемпионат мира 1934 года, где проводит всего 1 матч 27 мая с Испанией.
После чемпионата мира начинаются скитания Армандиньо по клубам, несколько месяцев в «Индепендьенте» из Сан-Паулу, полсезона в «Ботафого», где играли почти все звёзды тогдашней бразильской сборной, немного поиграл он и в «Португезе». На следующий год Армандиньо переезжает в штат Баия играть за одноимённую команду, но быстро возвращается в родную среду Сан-Паулу, хотя он и помог сделать «Баию» чемпионом штата. Потом он играет лишь в Сан-Паулу: в «Эстудиантесе», в «Португеза Сантиста», в «Сантосе» и заканчивает карьеру в 1942 году в клубе «Комерсиал».

## Награды
- Чемпион штата Сан-Паулу: 1931
- Участник чемпионата мира 1934
- Чемпион штата Баия: 1936